# Tony Jaa
Phanom Yeerum (Thai: พนม ยีรัมย์, Jemer: ចាភ្ំ យីរុាំ; Provincia de Surin, 5 de febrero de 1976), conocido como Tony Jaa, es un actor, coreógrafo de escenas de acción y artista marcial tailandés conocido por películas de artes marciales como Ong-Bak: El guerrero Muay Thai (2003) y Thai Dragon / El Protector (2005), así como las secuelas de estas.

## Primeros años
Es experto en el manejo de espadas y altamente entrenado en gimnasia y en artes como Wushu, taekwondo, Muay Thai y Muay Boran. Desde los doce años, el actor ya soñaba con convertirse en el nuevo Jackie Chan. En cierta ocasión, después de verle en una película, supo en lo más hondo de su ser que quería ser como él. Comenzó a practicar artes marciales en todo momento libre que tuviera. En el preciso instante en que comenzó a estudiar el bachillerato, vio algo que le cambió la vida para siempre. Se trataba de un film de acción con el título de Born to Fight era la primera versión, realizada en 1984. La producción estaba dirigida y protagonizada por Panna Rittikrai. Dándose ahora perfecta cuenta que existían auténticas oportunidades para los actores de acción en Tailandia, Tony empezó a estudiar incluso con mayor energía y entusiasmo, llegando en ocasiones a prescindir de las comidas para poder seguir practicando más tiempo. Tras acabar el bachillerato elemental en el instituto, Tony decidió convertirse en actor sin dudarlo. Le pidió a su padre que le permitiera permanecer bajo la atenta mirada de Panna Rittikrai, quien se hallaba rodando en la vecina provincia de Kon Kaen. El mismo día siguiente, en el marco del Hotel Kan Inn, Tony logró entrevistarse con su ídolo Panna. Este le sugirió que se concentrara en finalizar los estudios, aunque si era su deseo, podría reunirse con él en las sesiones de entrenamiento durante los descansos centrales y finales. Durante los tres años siguientes, Tony fue obteniendo mucha experiencia al lado de Panna mientras este trabajaba en las localizaciones. Comenzó como el meritorio de los cafés, para ir ascendiendo, ayudando a trasladar el equipo y las guías de la Dolly. Tony todavía supo hallar tiempo, en medio de sus obligaciones, para concentrarse en los entrenamientos de artes marciales.

## Carrera
Cuando Tony se graduó de bachillerato superior, Panna sugirió que debería seguir los estudios en la Universidad de Educación física de la provincia de Sarakam. En su periodo universitario, estudió distintas formas de artes marciales, entre las que estaban Taekwondo, Muay Thai, esgrima, gimnasia y muchos otros deportes. Aun así, cada fin de semana, Tony se las arreglaba para tener tiempo de viajar a Kon Kaen y entrenar con Panna. Por fin, este admitió que Tony tenía un potencial enorme y se acercó a él ofreciéndole la posibilidad de ser uno de los especialistas de su equipo.
Tony logró combinar los elementos artísticos de las películas con las artes marciales y deportes que había aprendido en la universidad mezclándolo todo sin fisuras perceptibles. Haciendo uso de la gimnasia básica propia de todos los modos de acción, recreó el Muay Thai y empleó su nueva forma artística combinándola con las armas tailandesas. Formó un equipo propio y ofreció demostraciones en muchos institutos de enseñanza media de las provincias del noroeste del país. Creó y devino el jefe de un equipo local de espadachines y más tarde participó en un intercambio de estudiantes con la República china, logrando una beca gracias a su experiencia en las artes marciales tailandesas. También se convirtió en el representante para el noroeste de Tailandia y de la ciudad de Bangkok de la Universidad de Educación física. Cada año, ganaba medallas de oro en los eventos de atletismo (carrera de velocidad, salto de longitud y salto de altura) y de gimnasia.
A lo largo de este tiempo, se le ofreció la oportunidad de encarnar un pequeño papel en un film por primera vez. Fue especialista en la película de acción de Hollywood Mortal Kombat 2, de 1997, que en parte se rodó en Ayuthaya. Salió victorioso de una competición contra otros 100 aspirantes por el papel de doble de Robin Shou. Tras este trabajo, se le ofrecieron una infinidad de papeles como doble por parte de muchos sellos tailandeses.
Tras todo este ejercicio, Tony y Panna juntaron recursos e invirtieron hasta el último céntimo del que disponían en la compra de colas de negativo virgen procedentes de rollos usados para realizar una demo en una bobina donde se muestran las extraordinarias capacidades de Tony. Exhibieron la bobina a Prachya Pinkaew y el resto ya es historia. Acababa de ponerse la simiente para uno de los mayores proyectos cinematográficos de acción en Tailandia. La película se centró en el Muay Thai y se evidenciaría todo un reto llegar a producirla. En primer lugar, tuvieron que habilitar un espacio de trabajo donde poder practicar y recrear movimientos: las escenas de acción que Panna y Tony querían crear. Luego, tuvieron que estar entrenando constantemente durante cuatro años hasta que finalmente el proyecto devino una realidad. El resultado final fue Ong Bak, un éxito tremendo que catapultó a Tony hacia el estrellato.
Por último, la cinta logró atraer la atención y el clamoroso reconocimiento del mayor sello de producción en toda Asia: Golden Harvest, la gente que creó a las superestrellas Bruce Lee y Jackie Chan. Tony siempre recuerda ese día con un gran orgullo. Desde el atronador éxito de Ong Bak, Tony Jaa se ha convertido en uno de los actores más solicitados de Tailandia por parte de directores cinematográficos de todo el mundo. Thai Dragon es el largometraje que los seguidores han estado esperando largamente.
Después de estrenar Thai Dragon en 2009 se estrenó Ong-Bak 2, una de sus más aclamadas películas y tras esto en 2010 se estrenó la parte final de la trilogía con Ong Bak 3 (esta última es la continuación de Ong Bak 2.Tras estrenarse Ong Bak 3 en Tailandia Tony Jaa se ordenó budista Theravada en el Monasterio de Surin, su localidad natal al noroeste de Tailandia. Se trata de una ceremonia ritual que no supone el ingreso permanente de Jaa en el Monasterio budista. Se especula con que el actor y director haya elegido precisamente este momento para liberarse del compromiso contractual que le liga con Sahamongkol, la productora con la que acaba de grabar la tercera entrega de la saga Ong Bak. De todas maneras a comienzos del 2011 dejó de hacer parte de la comunidad de monjes.
Tony Jaa debutó en Hollywood con la película Furious 7 (Rápido y furioso 7), estrenada en 2013, en la cual interpreta a uno de los villanos aliados al personaje de Jason Statham.
En 2017 participó en el filme xXx: Return of Xander Cage, tercera parte de la saga de Xander Cage, protagonizada por Vin Diesel.

## Filmografía
| Películas y televisión | Películas y televisión         | Películas y televisión   | Películas y televisión     |
| Año                    | Título                         | Papel                    | Notas                      |
| ---------------------- | ------------------------------ | ------------------------ | -------------------------- |
| 1994                   | Spirited Killer                |                          | Papel secundario           |
| 1996                   | Hard Gun                       |                          | Papel secundario           |
| 1996                   | Mission Hunter 2               |                          | Papel secundario           |
| 1997                   | Mortal Kombat: Annihilation    | Doble de Robin Shou      | Sin crédito                |
| 2001                   | Nuk leng klong yao             |                          | Papel secundario           |
| 2003                   | Ong-Bak: El guerrero Muay Thai | Ting                     | Papel principal            |
| 2004                   | El guardia                     | Cliente del Supermercado | Cameo                      |
| 2005                   | Tom yum goong                  | Kham                     | Papel principal            |
| 2007                   | El guardia 2                   | Vendedor callejero       | Cameo                      |
| 2008                   | Ong-Bak 2                      | Tien                     | Actor principal y director |
| 2010                   | Ong Bak 3                      | Tien                     | Actor principal y director |
| 2013                   | Tom yum goong 2                | Kham                     | Papel principal            |
| 2014                   | A Man Will Rise                |                          |                            |
| 2015                   | Furious 7                      | Kiet                     | Primer papel en Hollywood  |
| 2015                   | Skin Trade: Tráfico humano     | Tony Vitayakul           |                            |
| 2015                   | SPL II                         |                          |                            |
| 2017                   | xXx: Return of Xander Cage     | Talon                    |                            |
| 2019                   | Triple Threat                  | Payu                     |                            |
| 2020                   | Monster Hunter                 | The Hunter               |                            |
| 2023                   | Expend4bles                    | Decha                    |                            |